# Sebastiano Rosso
Sebastiano Rosso (Chiaramonte Gulfi, 14 aprile 1912 – Chiaramonte Gulfi, 7 febbraio 1994) è stato un vescovo cattolico italiano.

## Biografia
Nato a Chiaramonte Gulfi nel 1912, ha svolto il ministero sacerdotale nell'arcidiocesi di Siracusa, ricoprendo diversi cariche tra cui quella di rettore del seminario arcivescovile e rettore del santuario della Madonna delle Lacrime.
Papa Paolo VI lo nomina vescovo di Piazza Armerina e il 6 gennaio 1971, giorno dell'Epifania di Cristo, fu consacrato vescovo.
Mercoledì 8 gennaio 1986, per motivi di salute, chiede a papa Giovanni Paolo II di dimettersi da vescovo di Piazza Armerina e gli viene accordata la richiesta.
È morto il 7 febbraio 1994 ed è sepolto nella cattedrale di Piazza Armerina.

## Genealogia episcopale
La genealogia episcopale è:
- Cardinale Scipione Rebiba
- Cardinale Giulio Antonio Santori
- Cardinale Girolamo Bernerio, O.P.
- Arcivescovo Galeazzo Sanvitale
- Cardinale Ludovico Ludovisi
- Cardinale Luigi Caetani
- Cardinale Ulderico Carpegna

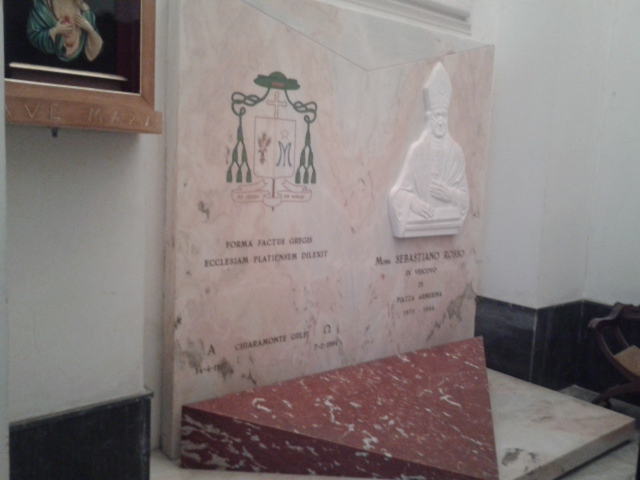
La tomba nella cattedrale di Piazza Armerina

- Cardinale Paluzzo Paluzzi Altieri degli Albertoni
- Papa Benedetto XIII
- Papa Benedetto XIV
- Papa Clemente XIII
- Cardinale Bernardino Giraud
- Cardinale Alessandro Mattei
- Cardinale Pietro Francesco Galleffi
- Cardinale Giacomo Filippo Fransoni
- Cardinale Carlo Sacconi
- Cardinale Edward Henry Howard
- Cardinale Mariano Rampolla del Tindaro
- Cardinale Rafael Merry del Val
- Arcivescovo Andrea Giacinto Longhin, O.F.M.Cap.
- Patriarca Carlo Agostini
- Vescovo Giuseppe Stella
- Arcivescovo Giuseppe Bonfiglioli
- Vescovo Sebastiano Rosso